# Ženy z šestého poschodí
Ženy z šestého poschodí (v originále Les Femmes du 6e étage) je francouzský hraný film z roku 2011, který režíroval Philippe Le Guay podle vlastního scénáře.

## Děj
Film se odehrává v 60. letech v Paříži. V rodině Joubertových končí jejich dosavadní hospodyně z Bretaně a paní Joubertová se rozhodne přijmout na její místo Španělku Maríu. Jean-Louis Joubert objeví, že v 6. patře domu, kde bydlí, žije několik Španělek, které pracují jako posluhovačky. María jej seznámí se svými přítelkyněmi, které ho čím dál více vtahují do svých tajemství.

## Obsazení
| Fabrice Luchini       | Jean-Louis Joubert                     |
| Sandrine Kiberlainová | Suzanne Joubert, jeho žena             |
| Natalia Verbeke       | María González, hospodyně Joubertových |
| Carmen Maura          | Concepción Ramírez, její teta          |
| Lola Dueñas           | Carmen, hospodyně                      |
| Berta Ojea            | Dolores Carbalán, hospodyně            |
| Nuria Solé            | Teresa, hospodyně                      |
| Concha Galán          | Pilar, hospodyně                       |
| Annie Mercier         | paní Triboulet, domovnice              |

## Ocenění
Carmen Maura získala cenu César v kategorii nejlepší herečka ve vedlejší roli. Film byl dále nominován v kategoriích nejlepší kostýmy (Christian Gasc) a nejlepší výprava (Pierre-François Limbosch).